# Efekt Ferrantiego
Efekt Ferrantiego (ang.Ferranti effect) – przepięcia symetryczne polegające na tym, że na końcu długiej linii energetycznej występuje napięcie wyższe niż na jej początku wskutek powstania stojącej fali napięcia o długości fali:
{\displaystyle \lambda ={\frac {c}{f}},}
gdzie:
{\displaystyle c} – prędkość światła,
{\displaystyle f} – częstotliwość napięcia.
Napięcie (wartość skuteczna) na końcu linii o długości {\displaystyle l,} można określić następującą zależnością:
{\displaystyle U_{1}=U_{2}\cos \left(2\pi {\frac {l}{\lambda }}\right),}
gdzie:
{\displaystyle U_{1}} – napięcie na początku linii,
{\displaystyle U_{2}} – napięcie na końcu linii.
Przy częstotliwości {\displaystyle f=50} Hz długości fali {\displaystyle \lambda } = 6000 km, zatem dla:
- {\displaystyle l} = 300 km krotność przepięcia wyniesie 1,05,
- {\displaystyle l} = 500 km krotność przepięcia wyniesie 1,15.

Zjawisko to zostało po raz pierwszy zaobserwowane na kablowej linii rozdzielczej o napięciu 10 kV, przez angielskiego inżyniera Sebastiana Z. Ferranti’ego w roku 1887.
Ze względu na dużo większe wartości pojemności kabli w stosunku do linii napowietrznych efekt Ferrantiego ma dużo większe znaczenie w liniach kablowych niż napowietrznych. Ponadto efekt jest tym bardziej wyraźny im dłuższa jest linia i im wyższe jest jej napięcie robocze.

## Sposoby ograniczenia
W celu ograniczenia przepięć Ferrantiego jest stosowana, w długich liniach najwyższych napięć, poprzeczna kompensacja pojemności doziemnych linii za pomocą dławików równoległych włączanych między przewody fazowe a ziemię. W ten sposób kompensowana jest moc o charakterze pojemnościowym linii i w wyniku tego ujednostajnia się napięcie wzdłuż linii. W Polsce kompensacja tego typu była realizowana w linii 750 kV. Można zastosować również kompensację podłużną linii polegająca na włączeniu szeregowo z linią baterii kondensatorów służących do kompensacji reaktancji indukcyjnej linii.